# جوجل نيست
جوجل نيست  (بالإنجليزية: Google Nest)‏ هي علامة تجارية تابعة لشركة جوجل تُستخدم في إطار منتجات البيت الذكي، ويشمل ذلك منظمات الحرارة وأجهزة الكشف عن الدخان وأنظمة الأمان بما في ذلك جرس الباب الذكي والأقفال الذكية.

## تاريخ الشركة

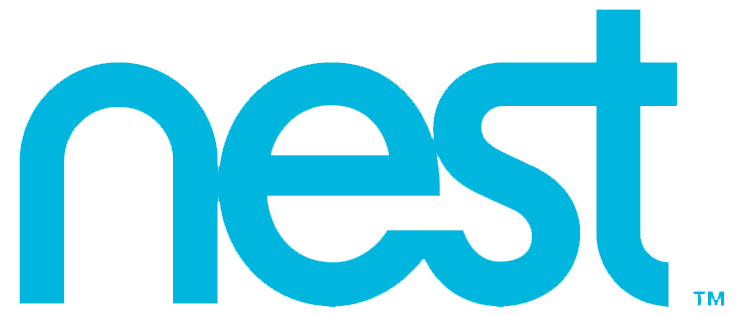
شعار شركة نيست لابز

كانت نيست مملوكة في الأصل من قبل نيست لابز (Nest Labs)، والتي شارك في تأسيسها طوني فاضل ومات روجرز عام 2010 وهما مهندسان سابقان بشركة أبل. كان منتج الشركة الرائد هو Learning Thermostat ، والذي طرحته الشركة كأول منتج لها عام 2011. تلا ذلك المنتج كاشف الدخان وأول أكسيد الكربون في أكتوبر 2013. بعد استحواذها على شركة دروب كام عام 2014، قامت الشركة بتقديم كاميرتها الأمنية نيست كام ابتداءً من يونيو 2015. توسعت الشركة بسرعة لأكثر من 130 موظفًا بحلول نهاية عام 2012.
في يناير 2014، استحوذت جوجل على شركة نيست لابز مقابل 3.2 مليار دولار أمريكي، عندما كان عدد موظفي الشركة 280. بعد عملية إعادة التشكيل لشركة جوجل وكونها أصبحت تتبع لشركة الفابت، أصبحت نيست مستقلة عن جوجل وذلك من عام 2015 إلى عام 2018. ثم في عام 2018، تم دمج شركة نيست لتصبح تابعة لوحدة الأجهزة المنزلية الخاصة بجوجل.
في مايو 2019 ، تم الإعلان عن أن جميع منتجات الإلكترونية الخاصة بجوجل سيتم تسويقها تحت علامة جوجل نيست التجارية.